# Berdaq

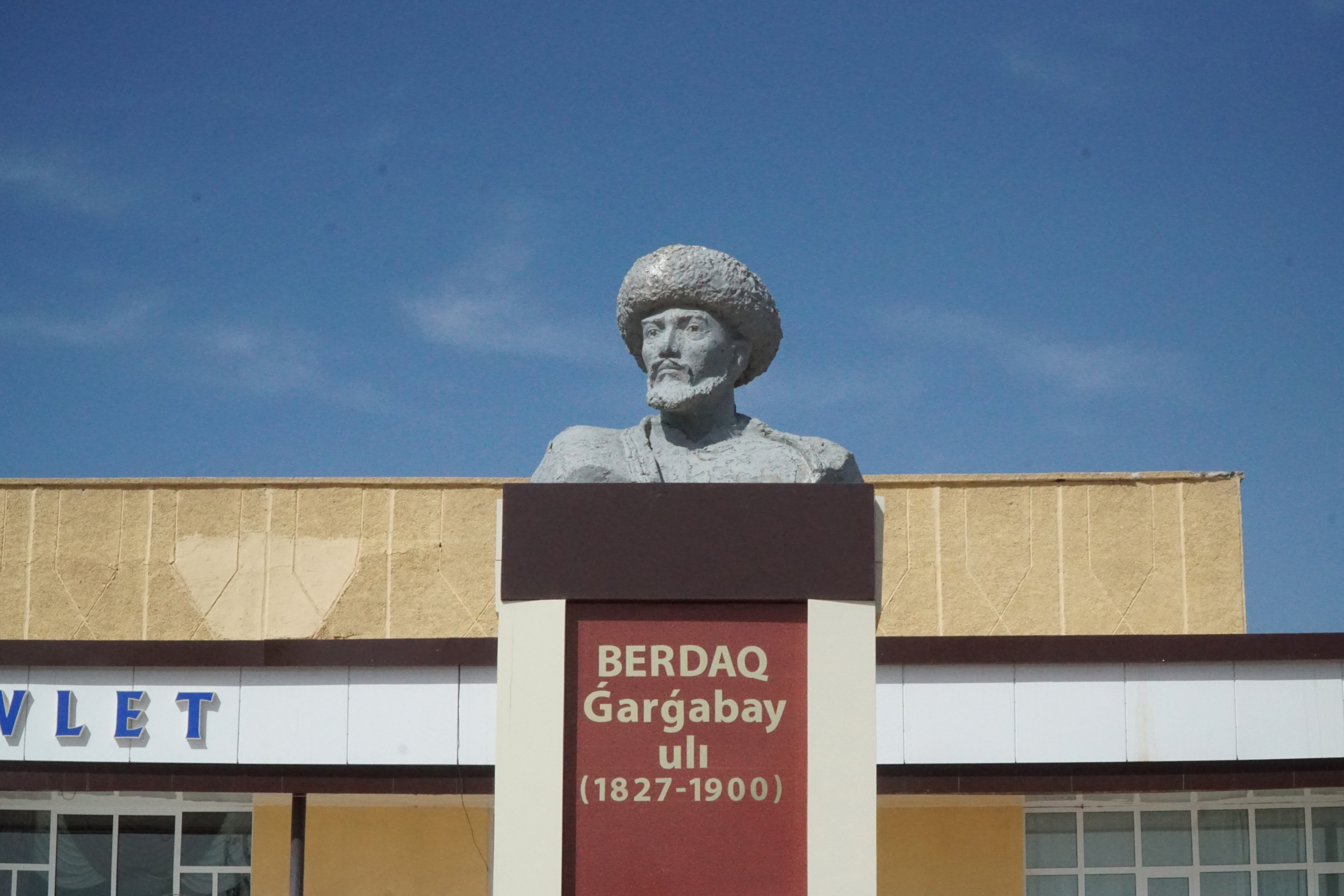
Statue von Berdaq in Moʻynoq (Usbekistan)

Berdaq (auch Berdach, Berdakh; * 1827 bei Moynaq; † 1900 ebenda), bürgerlich Berdimurat, war ein karakalpakischer Dichter. Er war einer der wichtigsten Dichter auf Karakalpakisch und gilt als Begründer der modernen karakalpakischen Literatur.

## Leben
Berdaq kam 1827 in einem Dorf bei Moynaq zur Welt. Er studierte an einer Medrese Geschichte und klassische Literatur der östlichen Völker. Jedoch musste er sein Studium abbrechen, dennoch war er für seine Kenntnis der Literatur der östlichen Völker bekannt. In jungen Jahren schrieb er satirische und didaktische Gedichte, die von dem Leiden der unterdrückten Karakalpaken handeln. Er trug auch Lieder auf einer Dotar vor. In seinen Gedichten spiegeln sich oft humanistische Ansichten wider. Er lebte sein Leben lang in verhältnismäßiger Armut.

## Ehrungen
Eine Statue von Berdaq steht vor dem Joqarǵi Keńes in Nukus. Dort trägt auch ein Theater seinen Namen.